# یرگیونیاگ
یرگیونیاگ (به لاتین: Yergyunyag) یک منطقهٔ مسکونی در روسیه است که در داغستان واقع شده‌است.